# جيمس روبرت كليبورن
جيمس روبرت كليبورن هو محامي وسياسي أمريكي، ولد في 22 يونيو 1882 في سانت لويس في الولايات المتحدة، وتوفي بنفس المكان في 16 فبراير 1944. نشط حزبياً في الحزب الديمقراطي. وقد انتخب عضو مجلس النواب الأمريكي ‏.